# Efemérides (serie filatélica)
Efemérides es el nombre de una serie filatélica emitida por Correos y Telégrafos de España desde el año 1997, dedicada a los principales acontecimientos históricos de España. En total han sido puestos en circulación 61 sellos en 45 fechas de emisión diferentes.

## Descripción
| Fecha de emisión | Nombre del sello (descripción) | Dimensiones (mm)           | Valor facial (en €) |
| ---------------- | --- | -------------------------- | ------------------- |
| 24.09.1997       | 1) Una panorámica de Melilla en ocasión del quinto centenario de su fundación, y el logotipo de la conmemoración | 28,8 × 40,9                | 21                  |
| 24.09.1997       | 2) La imagen de San Pascual Baylón en un cuadro del siglo XVII, en ocasión del centenario de la proclamación del santo como patrono universal de los Congresos Eucarísticos | 28,8 × 40,9                | 32                  |
| 24.09.1997       | 3) Un dibujo que representa al poeta catalán Ausiàs March en conmemoración del sexto centenario de su nacimiento | 40,9 × 28,8                | 65                  |
| 27.01.2006       | 1) Calcografía de la fachada del Banco de España en Madrid con motivo de sus 150 años de historia | 28,8 × 40,9                | 0,78                |
| 08.03.2006       | 1) Una foto antigua del Archivo General de la Administración del Estado (Alcalá de Henares) que muestra una de las primeras mujeres españolas que ejerció el derecho del voto en 1931 | 40,9 × 28,8                | 0,29                |
| 27.04.2006       | 1) Reproducción de la talla de Nuestra Señora Santa María de los Remedios que se encuentra en el santuario anónimo cerca de la localidad de Fregenal de la Sierra (Badajoz), en conmemoración del centenario de su coronación | 28, 8 × 40,9               | 2,33                |
| 01.09.2006       | 1) Diseño alusivo a la conmemoración del XX aniversario del establecimiento de relaciones diplomáticas entre España e Israel, que reproduce un capitel del siglo XIII conservado en el Museo de Mallorca y el Santuario del Libro que pertenece al Museo de Israel (Jerusalén)                                                                     | 40,9 × 28,8                | 0,78                |
| 08.11.2006       | 1) Diseño alusivo a los 50 años del servicio de televisión en España, que muestra cuatro ilustraciones: un televisor de los años 60, una cámara de televisión, una antena transmisora y una antena receptora | 40,9 × 28,8                | 0,29                |
| 23.11.2006       | 1) El actual escudo de España con motivo del 25 aniversario de su implantación | 28,8 × 40,9                | 0,29                |
| 23.03.2007       | 1) Un mapa que muestra los 27 países miembros de la Unión Europea con su fecha de integración, en ocasión del 50.º aniversario de la fundación de la Comunidad Económica Europea, precursora de la UE | 28,8 × 40,9                | 0,58                |
| 13.04.2007       | 1) Un diseño psicodélico en color magenta en ocasión del 25 aniversario de la Movida madrileña, que muestra la silueta de El oso y el madroño, símbolo de Madrid, y un fragmento del bando del alcalde de ese entonces, Enrique Tierno Galván El sello muestra las palabras 'Movida madrileña' en letras amarillas                                 | 40,9 × 28,8 (79,2 × 105,6) | 0,30                |
| 09.05.2007       | 1) Reproducción de los primeros versos del Cantar de Mio Cid bajo la mano de un copista | 40,9 × 28,8                | 0,30                |
| 16.06.2007       | 1) Reproducción de la escultura de la virgen María Santísima de La O en la parroquia homónima del barrio sevillano de Triana, con motivo del centenario de su coronación | 28,8 × 40,9                | 0,30                |
| 14.03.2008       | 1) Vista de la Universidad de Oviedo y el emblema institucional en ocasión de su cuarto centenario | 40,9 × 28,8                | 0,31                |
| 07.05.2009       | 1) La imagen del rey Alfonso VI de León y Castilla perteneciente a una miniatura que aparece en un documento del siglo XII (conservado en el archivo de la Catedral de Santiago de Compostela) en conmemoración del IX centenario de su muerte | 28,8 × 40,9                | 0,39                |
| 07.05.2009       | 2) Reproducción de una imagen de Santo Domingo de la Calzada en un pergamino del siglo XIV, en el que representa la letra 'U', en conmemoración del IX centenario de su fallecimiento | 28,8 × 40,9                | 0,62                |
| 05.09.2009       | 1) La imagen de un biplano con motor de hélices en celebración del centenario del primer vuelo a motor en España, realizado por el piloto Juan Olivert Serra | 40,9 × 28,8                | 0,32                |
| 14.10.2009       | 1) En ocasión del centenario de la Real Federación Española de Fútbol, el sello muestra la figura de un jugador con un balón de fútbol y el logotipo del evento | 28,8 × 40,9                | 0,32                |
| 01.03.2010       | 1) Dibujo alusivo al bicentenario de las Cortes Constituyentes de 1810 que muestra un libro abierto y con una mano estampada en la hoja izquierda, sobre el libro se ve el número 1810 | 28,8 × 40,9                | 0,34                |
| 07.04.2010       | 1) Diseño alusivo al bicentenario de las independencia de los países de América Latina | 40,9 × 28,8                | 2,49                |
| 06.05.2010       | 1) El sello imita la forma del estandarte del Reino de León con un león paseante en conmemoración del 1100º aniversario de la fundación del reino La hoja bloque muestra un mapa de la península ibérica del año 910, en el que se señala el territorio que poseía el Reino de León por ese entonces                                               | 99,6 × 33,2 (120 × 76)     | 2,49                |
| 11.10.2010       | 1) Diseño conmemorativo del bicentenario de la independencia de los países hispanoamericanos que muestra la silueta de seis personas, las banderas de Argentina, Bolivia, Colombia, Chile, El Salvador, Ecuador, España, México, Paraguay y Venezuela (países que conforman el llamado Grupo Bicentenario), y la inscripción "200 libres y unidos" | 40,9 × 28,8                | 0,78                |
| 08.02.2011       | 1) Ilustración alusiva al 150.º aniversario de la Ley Hipotecaria | 40,9 × 28,8                | 0,65                |
| 17.06.2011       | 1) Una imagen de la Real Casa de la Aduana, sede del Ministerio de Economía y Hacienda; edificio construido por el Cuerpo de Arquitectos de la Hacienda Pública, con motivo del 105.º aniversario de su fundación | 40,9 × 28,8                | 0,80                |
| 04.11.2011       | 1) Vista de la parte superior (el frontispicio) de la Biblioteca Nacional de España, con motivo de su tercer centenario | 40,9 × 28,8                | 0,80                |
| 29.02.2012       | 1) Detalle del tapiz de la Batalla de Las Navas de Tolosa que se encuentra en el Palacio de Navarra (Pamplona), con motivo del octavo centenario de la batalla | 28,8 × 40,9                | 0,85                |
| 29.02.2012       | 2) Silueta del antiguo Reino de Navarra con la zona de la Baja Navarra, con motivo del quinto centenario de la Conquista de Navarra por parte del rey Fernando el Católico | 28,8 × 40,9                | 0,85                |
| 11.06.2013       | 1) El sello empleado en 1881 para la validación de los documentos administrativos emitidos por la Inspección General de la Hacienda Pública | 40,9 × 28,8                | 0,52                |
| 11.06.2013       | 2) Con motivo del 150.º aniversario de la línea Barcelona-Sarriá una locomotora de la primera serie en servicio | 40,9 × 28,8                | 0,52                |
| 11.07.2013       | 1) Con motivo del séptimo centenario de la proclamación del tratado Era Querimònia para el Valle de Arán por parte del rey Jaime II de Aragón, el sello reproduce un galín (medida equivalente a unos 20 litros de trigo) con el escudo del Valle de Arán                                                                                          | 28,8 × 40,9                | 0,52                |
| 05.10.2013       | 1) En ocasión al 250º aniversario de Loterías y Apuestas del Estado, el sello ilustra un característico bombo giratorio y una mano con una bola marcada con el número 250 | 40,9 × 28,8                | 0,37                |
| 05.11.2013       | 75.º cumpleaños de SS. MM. los Reyes de España 1) Retrato del rey Juan Carlos I y la reina Sofía La hoja bloque muestra el Palacio Real de Madrid y el escudo de armas del Rey | 40,9 × 28,8 (150 × 104,5)  | 3,00                |
| 03.01.2014       | 1) En conmemoración del V centenario de la llegada Juan Ponce de León a las costas de Florida, un sello con la imagen del explorador y una carabela | 40,9 × 28,8                | 0,92                |
| 14.02.2014       | 1) VIII centenario de la peregrinación de San Francisco de Asís a Santiago de Compostela | 40,9 × 28,8                | 0,54                |
| 14.02.2014       | 2) Con motivo del milenio del Reino de Badajoz, diversas imágenes de la ciudad de Badajoz: la estatua de Ibn Marwan, fundador de la ciudad; la Torre de Espantaperros; una vista de la Plaza Alta, y en primer plano el nombre de la ciudad en árabe                                                                                               | 40,9 × 28,8                | 0,54                |
| 14.02.2014       | 3) Retrato del almirante Blas de Lezo, un barco de la Armada Española del siglo XVIII y una garita en la muralla del Castillo San Felipe de Barajas en Cartagena de Indias, con motivo del 325º aniversario de su nacimiento | 40,9 × 28,8                | 0,54                |
| 18.02.2014       | 1) Retrato del científico Isaac Peral y dibujo del submarino de propulsión eléctrica que él inventó en ocasión del 125.º aniversario de la botadura del submarino | 28,8 × 40,9                | 0,54                |
| 10.03.2014       | 1) El logotipo de la Fundación SEPI y la casa-palacio del Campus Los Peñascales, un centro de formación para empresas e instituciones ubicado en Torrelodones (Madrid), con motivo del 50.º aniversario de la Fundación | 40,9 × 28,8                | 0,38                |
| 19.06.2014       | 1) La hoja bloque reproduce el cuadro Vista y plano de Toledo (1608) de El Greco.El sello muestra el fragmento en el que aparece la Virgen | 28,8 × 40,9 (150,5 × 86,4) | 2,00                |
| 27.06.2014       | Tres diseños alusivos con motivo del 75.º aniversario de las siguientes instituciones: 1) La ONCE, en el que se muestra su logotipo y la leyenda «La ilusión» escrita con una cinta roja | 40,9 × 28,8                | 0,38                |
| 27.06.2014       | 2) La Agencia EFE, en el que se muestra su logotipo y la leyenda «La actualidad mundial en español» escrita sobre un teclado | 40,9 × 28,8                | 0,38                |
| 27.06.2014       | 3) El Ejército del Aire, en el que se ve su emblema y una exhibición de la Patrulla Águila | 40,9 × 28,8                | 0,38                |
| 31.07.2014       | 1) Imagen de la Virgen de las Nieves con motivo del 400 aniversario de la Cofradía de Nuestra Señora de la Virgen Blanca de Vitoria | 40,9 × 28,8                | 0,76                |
| 10.09.2014       | 1) Diseño alusivo al segundo centenario del Centro Superior de Estudios de la Defensa Nacional (CESEDEN) que muestra el logotipo de la institución | 40,9 × 28,8                | 0,76                |
| 10.09.2014       | 2) Bicentenario de la Orden de San Hermenegildo que muestra el emblema de la distinción | 40,9 × 28,8                | 0,76                |
| 05.01.2015       | 1) Detalle de la escultura del Éxtasis de Santa Teresa, de Bernini con motivo del V centenario del nacimiento de Santa Teresa de Jesús | 35,0 × 24,5                | A                   |
| 05.01.2015       | 2) Diseño alusivo al 75.º aniversario del Consejo Superior de Investigaciones Científicas que muestra su logotipo y una composición de nanopartículas | 35,0 × 24,5                | A2                  |
| 06.02.2015       | 1) Diseño alusivo al 250º aniversario del Real Colegio de Artillería que muestra una imagen con los uniformes de artilleros del siglo XIX y una batería actual en acción | 40,9 × 28,8                | 0,90                |
| 06.02.2015       | 2) Retrato del militar y político Juan Prim con motivo del 200.º aniversario de su nacimiento | 28,8 × 40,9                | 0,90                |
| 06.02.2015       | 3) Diseño alusivo al 500º aniversario de la Sanidad Militar Española | 28,8 × 40,9                | 0,90                |
| 20.02.2015       | 1) Los submarinos tipo S61 (clase Delfín) y S71 (clase Galerna) de la Armada Española con motivo del centenario del Arma Submarina | 40,9 × 28,8                | 0,90                |
| 27.02.2015       | 1) Diseño alusivo al I Congreso Internacional de la Tauromaquia, celebrado en Albacete del 27 de febrero al 1 de marzo | 28,8 × 40,9                | 1,00                |
| 18.05.2015       | 1) Talla gótica del siglo XIII de la Virgen del Mar con motivo del 700º aniversario de su culto | 40,9 × 28,8                | 0,90                |
| 17.06.2015       | 1) Retrato del duque de Uceda, primer responsable de la Casa de Moneda, con motivo del IV centenario de esta institución. En la hoja bloque se reproduce un plano de época que muestra la ubicación de la Casa de Moneda en Madrid | 28,8 × 40,9 (105,6 × 79,2) | 3,23                |
| 19.07.2015       | 1) Diseño alusivo al 61.er Certamen Internacional de Habaneras y Polifonía de Torrevieja que muestra la escultura de La Bella Lola y el dibujo de un barco | 40,0 × 25,0                | B                   |
| 18.08.2015       | 1) Retrato del pintor Juan Carreño con motivo del 400º aniversario de su nacimiento | 28,8 × 40,9                | 1,00                |
| 18.08.2015       | 2) Sobre la silueta de la península de Florida, dos imágenes superpuestas de Pedro Menéndez de Avilés, fundador del asentamiento de San Agustín en Florida, con motivo del 450º aniversario de su fundación | 24,5 × 35,0                | C                   |
| 09.10.2015       | 1) Un telégrafo antiguo y un teléfono inteligente con motivo del 150.º aniversario de la Unión Internacional de Telecomunicaciones | 40,9 × 28,8                | 0,90                |
| 09.10.2015       | 2) Una locomotora de época con motivo del 150.º aniversario de la apertura del ferrocarril Tarragona-Martorell | 40,9 × 28,8                | 0,90                |
| 23.10.2015       | 1) Retrato de Francisco Álvarez de Toledo, quinto virrey del Perú, sobre un mapa de Perú, con motivo del quinto centenario del nacimiento del aristócrata | 40,9 × 28,8                | 0,42                |
| 23.10.2015       | 2) Diseño alusivo al 70.º aniversario de la fundación de la ONU y el 60.º aniversario del ingreso de España en esta organización | 40,9 × 28,8                | 0,42                |